# Касиан Велбъждски
Касиан (роден като Стефан Александров Ангелов) е български православен духовник: игумен на манастири, монах (схиархимандрит), богослов.

## Биография
Роден е в Кюстендил или в с. Копиловци (Кюстендилско) на 15 септември 1951 г. Баща му Александър е околийски агроном, а майка му Лиляна е модел за 3 картини на Владимир Димитров – Майстора, най-известната от които е „Мома от Кюстендилско с ябълки“.
Като младеж се занимава активно с петобой в леката атлетика, участва и в националния отбор. В кюстендилската гимназия проявява изключителни способности по математика. Записва се да следва физика в Софийския университет, там се дипломира по геофизика. След това специализира по приложна математика. По-късно, като млад монах, завършва „Богословие“ в Духовната академия в София.
Постъпва в манастир през 1979 г., приема монашество през 1981 г. Игумен е на Жаблянския манастир „Св. Йоан Предтеча“ в с. Жабляно (обл. Перник), а после и на новостроящия се Копиловски манастир „Благовещение на Пресвета Богородица“ край с. Копиловци (обл. Кюстендил).
Поема изоставения Жаблянски манастир от Софийската митрополия през 1970-те години. Възстановява го със собствени финансови средства и създава скотовъдно и земеделско стопанство. Отказва се от монашеска заплата, за да не нарушава каноните на православната църква. Отцепва Жабленския манастир от юрисдикцията на Софийската митрополия и го прави старостилно средище.
С няколко послушници и монаси започва да строи старостилния манастир „Благовещение на Пресвета Богородица“ върху наследствени земи до с. Копиловци (Кюстендилско). Вземат и земя под аренда. Монасите набавят средствата от обработване на земя и отглеждане на зеленчуци и плодове и от поддържане на рибарник над с. Трекляно (Кюстендилско). Създадената продукция продават на пазара.
Схиархимандрит Касиан ратува за възстановяване на раннохристиянската православна църква, каквато е била по времето на цар Борис Покръстител, обявява се против симонията, призовава уличените в съучастие с „Държавна сигурност“ митрополити и свещеници да се покаят, защото не е възможно, според думите му, в духа на поученията на Иисус Христос, да се служи на двама господари – Бога и Мамона.
В тежкия начален период на пандемията от КОВИД-19, когато старостилната монашеска общност от Жабленския и Копиловския манастир търпи сериозни загуби и в земеделското си стопанство, монасите решават да свалят своя игумен архимандрит Касиан през април 2020 г. Изолиран е в Жабленския манастир.
Преминава в Руската православна автономна църква. На 8 май 2022 година архимандрит Касиан е ръкоположен за епископ Велбъждски.